# René Valenzuela
Eduardo René Valenzuela Becker (Concepción, 20 de abril de 1955) es un exfutbolista chileno. Representó a su país en la Copa Mundial de Fútbol de 1982. Gracias a sus actuaciones en Universidad Católica supo consolidarse como un destacado valor en la década de los ochenta.

## Selección nacional

### Participaciones en Copas del Mundo
| Mundial                        | Sede   | Resultado     | Partidos |
| ------------------------------ | ------ | ------------- | -------- |
| Copa Mundial de Fútbol de 1982 | España | Primera Ronda | 3        |

### Participaciones en Copa América
| Copa América      | Sede          | Resultado     | Partidos |
| ----------------- | ------------- | ------------- | -------- |
| Copa América 1979 | Sin sede fija | Subcampeón    | 9        |
| Copa América 1983 | Sin sede fija | Primera Ronda | 4        |

## Trayectoria
| Club                 | País   | Año       |
| -------------------- | ------ | --------- |
| Deportes Concepción  | Chile  | 1974-1977 |
| O'Higgins            | Chile  | 1978-1979 |
| Universidad Católica | Chile  | 1980-1987 |
| Ángeles de Puebla    | México | 1987-1988 |
| Unión Española       | Chile  | 1988-1990 |

## Palmarés

### Torneos nacionales
| Título           | Club                 | País  | Año  |
| ---------------- | -------------------- | ----- | ---- |
| Copa Chile       | Universidad Católica | Chile | 1983 |
| Copa República   | Universidad Católica | Chile | 1983 |
| Primera División | Universidad Católica | Chile | 1984 |
| Copa de Invierno | Unión Española       | Chile | 1989 |

### Distinciones individuales
| Distinción                                                                    | Año  |
| ----------------------------------------------------------------------------- | ---- |
| Incluido en el equipo ideal del Siglo de O'Higgins en votación de los Hinchas | 1999 |